# Chamaepus
Chamaepus (лат.) — монотипный род двудольных растений семейства Астровые (Asteraceae), включающий вид Chamaepus afghanicus Wagenitz. Выделен немецким ботаником Герхардом Вагеницем в 1980 году.

## Распространение
Единственный вид является эндемиком Афганистана.

## Общая характеристика
Однолетние травянистые растения.
Листья опушённые с обеих сторон, размещены супротивно.
Соцветие-корзинка с цветками фиолетового цвета; листочки обвёрки коричневатые.
Плод — продолговатая голая семянка; придаток-паппус отсутствует.